# Парламентские выборы в Тринидаде и Тобаго (1938)
Парламентские выборы в Тринидаде и Тобаго проходили в 1938 году.

## Избирательная система
Законодательный совет включал 12 официальных членов (государственных служащих), шесть назначенных членов, семь избираемых членов и губернатора, который был спикером Совета. Семь выборных членов Совета избирались по семи одномандатным округам.
Избирательными правами обладали только владельцы собственности в своём избирательном округе с оценочной стоимостью $60 (или владели недвижимостью в другом месте с оценочной стоимостью $48) и арендаторы или жильцы, которые платили те же суммы в виде арендной платы. Избиратели должны были понимать разговорный английский. Любой, кто получал пособие по бедности в течение последних шести месяцев до дня голосования лишались права участвовать в голосовании.
Ограничения в отношении кандидатов в депутаты были ещё более строгими: кандидатом мог быть только мужчина, который жил в этом избирательном округе, хорошо владеющий английским языком и имеющий имущества на сумму не менее $12 000 или же имущества, с которого он получал не менее $960 в год за аренду. Для кандидатов, которые не проживали в своём избирательном округе по крайней мере год, стоимость необходимой недвижимости удваивалась.

## Результаты
В 5 избирательных округах был единственный кандидат. Трое из семи избранных депутатов были кандидатами от Тринидадской лейбористской партии. Остальные избранные кандидаты были независимые.
| Карони                               | Сарран Теелаксингх   | независимый профсоюз              | 574   | переизбран                           |
| Карони                               | Кларенсе Абидх       | Юнионистская партия               | 468   |                                      |
| Восточные графства                   | Эдвард Вернон Уортон |                                   | -     | единственный кандидат                |
| Порт-оф-Спейн                        | Артур Эндрю Киприани | Тринидадская лейбористская партия | -     | переизбран как единственный кандидат |
| Сент-Джордж                          | Майкл Олдуин Майяр   | Тринидадская лейбористская партия | -     | переизбран как единственный кандидат |
| Сент-Патрик                          | Тимоти Роодал        | Тринидадская лейбористская партия | -     | переизбран как единственный кандидат |
| Тобаго                               | Джордж де Нобрига    |                                   | -     | единственный кандидат                |
| Виктория                             | Адриан Кола Риенци   | Юнионистская партия               | 2,003 | избран                               |
| Виктория                             | Гарольд Пайпер       | независимый                       | 547   |                                      |
| Источник: John, Teelucksingh, Wyllie |                      |                                   |       |                                      |